# Joseph Suchet
Pour les articles homonymes, voir Suchet.
Jean Joseph Suchet, né le 28 juillet 1824 à Marseille et mort dans la même ville le 6 janvier 1896, est un peintre de marines français.

## Biographie
Fils de marin, il étudie son art auprès d'Émile Loubon à l'École des Beaux-Arts de Marseille, sa ville natale. Il expose au Salon à plusieurs reprises de 1857 à 1879. Il y présente des scènes de pêche et de marine.
Sous l’influence de l’artiste Félix Ziem, qu’il rencontra lors d’un de ses nombreux voyages à Venise, il peint aussi des paysages marins.

## Collections
- Musée des beaux-arts de Marseille
- Musée Cantini[4]
- Pinacothèque nationale d'Athènes[5]